# Malimono
Malimono  es un municipio filipino de quinta categoría, situado en la parte nordeste de la isla de Mindanao. Forma parte de la provincia de Surigao del Norte situada en la Región Administrativa de Caraga, también denominada Región XIII. Para las elecciones está encuadrado en el Segundo Distrito Electoral.

## Geografía
Municipio situado 20 km al suroeste la ciudad de Surigao,  capital de la provincia. Ribereño del mar de Bohol en el borde oriental del estrecho de Surigao.
Su término situado en la isla de Mindanao linda al norte con el municipio de San Francisco; al sur con la provincia de Agusan del Norte, municipio de Jabonga; al este con los municipios de Sison y de Mainit; y al oeste con el  mar.

### Barrios
El municipio  de Malimono se divide, a los efectos administrativos, en 14 barangayes o barrios, conforme a la siguiente relación:
| - Bunyasán - Cagtinae - Can-aga | - Cansayong - Cantapoy - Cayawán | - Doro (Binocarán) - Hanagdong - Karihatag | - Masgad - Pili - San Isidro (Población) | - Tinago - Villa Riza |

## Historia
Se comenta que  Malimono  deriva de la palabra española mal mono.
Un día cuando los españoles visitaron el lugar descansaron junto a una  fuente  a los pies de una roca en forma de cono en el logar conocido como Playa Punta (Punta Beach).
Un mono gigante desciende  del árbol apropiándose de sus provisiones. Los españoles enojados al perder su comida la gritaron vueltos de rabia gritaron mal mono.
La riqueza del lugar atrajo a las comunidades vecinas de Leyte y Bohol con las que estabelcieron relaciones comerciales con el consiguiente aumento de  la actividad económica y por ende demográfica, lo que supuso la elevación del lugar a la categoría de municipio el 31 de julio de 1956 con 11 barrios.
Años más tarde se crean tres nuevos barrios: Can-aga, Cansayong y Villa Riza.